# Edoardo II d'Inghilterra
Edoardo II Plantageneto, noto anche come "il Predecessore" (in inglese Edward II; Caernarfon, 25 aprile 1284 – Berkeley, 21 settembre 1327), è stato re d'Inghilterra dal 1307 fino alla sua deposizione, nel gennaio del 1327.

## Origine
Era figlio del re d'Inghilterra e duca d'Aquitania, Edoardo I e di Eleonora di Castiglia, figlia del re di Castiglia Ferdinando III il Santo e di Giovanna di Dammartin, Contessa di Ponthieu.

## Biografia
Edoardo crebbe insieme a Pietro Gaveston, un suo coetaneo, figlio di un gentiluomo guascone, buon servitore di suo padre.

### Gli anni giovanili e principe di Galles

Blasone personale di Edoardo, principe di Galles.

Nel 1297 Edoardo I attraversò la Manica per unire le sue truppe a quelle del conte delle Fiandre, Guido di Dampierre, e dopo essere stato sconfitto da Roberto II d'Artois, il 13 agosto 1297, nella battaglia di Furnes, si ritirò a Gand. Durante l'assenza del padre, il tredicenne Edoardo presiedette il parlamento che approvò lo statuto che garantiva che nessun dazio doveva essere pagato se non con il consenso dei maggiorenti e degli uomini liberi e nessun prodotto poteva essere sequestrato contro la volontà dei proprietari.
Edoardo I a Gand pose il suo sigillo sullo statuto il 5 novembre. Poco dopo cominciò le trattative di pace con la Francia, che portarono, nel 1298, a combinare i matrimoni di Edoardo I, vedovo ormai da alcuni anni, con Margherita di Francia, sorella del re Filippo IV il Bello, e di suo figlio ed erede Edoardo (il futuro Edoardo II) con la figlia di Filippo IV, Isabella di Francia; nel 1299 era stato celebrato il matrimonio tra Edoardo I e Margherita e la pace definitiva con la Francia fu firmata a Parigi nel 1303.
Edoardo II viene nominato principe di Galles a Lincoln il 1º febbraio 1301, all'età di 16 anni; in seguito riceve anche il titolo di conte di Chester. Nel corso del 1305 cadde in disgrazia presso il padre Edoardo I, molto probabilmente per la frequentazione con il suo amico d'infanzia (e in seguito amante) Pietro Gaveston, considerato da re Edoardo svagato, stravagante e frivolo. Comunque, nel 1306, Edoardo II fu investito cavaliere e duca d'Aquitania, e nel 1307 Pietro fu esiliato a Crécy, nella sua contea di Ponthieu.
Nello stesso 1307 Edoardo I dovette riprendere la guerra contro gli scozzesi guidati dal loro re, Robert Bruce, che il 27 marzo 1306 si era recato a Scone, sede tradizionale dell'incoronazione dei re scozzesi, da dove Edoardo I aveva portato via la pietra sacra che serviva alla cerimonia, e vi aveva innalzato lo stendardo reale, facendosi proclamare sovrano del Paese contro la volontà del re inglese.
Edoardo I morì a Burgh by Sands, nel Cumberland, mentre si apprestava a portare guerra agli scozzesi.

### Il re d'Inghilterra

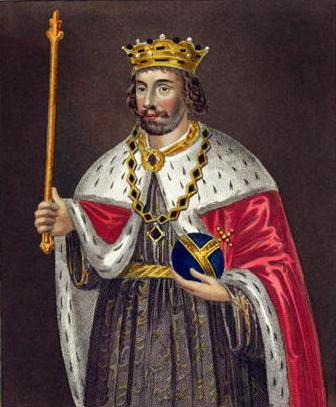
Edoardo II, dipinto nel XIX secolo.

Edoardo II succedette al padre e come primo atto richiamò Pietro Gaveston dall'esilio, lo nominò conte di Cornovaglia e ne fece il suo consigliere di fiducia. L'anno dopo, quando Edoardo si recò in Francia per contrarre matrimonio, lasciò Pietro custode del regno.
Questo e altri favori che il re aveva concesso al suo amico, uniti all'ambizione e all'avidità di Pietro, suscitarono l'indignazione di parecchi nobili e nel maggio del 1308 Edoardo dovette accettare che Gaveston fosse esiliato per la seconda volta; l'esilio fu dorato perché Edoardo lo nominò governatore dell'Irlanda e dopo circa un anno convinse i magnati a permettere il suo ritorno a corte. Nel 1310 Gaveston fu esiliato anche dall'Irlanda, dal Galles e dalla Scozia da una commissione di nobili. Dopo due mesi però  rientrò in Inghilterra e Edoardo revocò la decisione dei nobili.

### La guerra civile
Ai nobili non restò che ricorrere alle armi e Edoardo e Pietro si ritrovarono a fuggire da un luogo a un altro sempre inseguiti dai baroni. A Newcastle scamparono per poco alla cattura, ma dovettero abbandonare tutto, armi, cavalli e tutti i loro beni nelle mani del conte di Lancaster, Tommaso Plantageneto, cugino primo del re. Alla fine Gaveston si rinchiuse nel castello di Scarborough, una grande costruzione molto solida, dove però si rese conto di non avere uomini e provviste sufficienti per resistere a lungo. Allora Pietro si disse disponibile a trattare, purché avesse salva la vita, e, nel caso che la trattativa non si fosse conclusa, la garanzia di potere tornare al castello per riprendere la lotta. Il conte di Pembroke a nome della commissione accettò e lo condusse al castello di Deddington, vicino a Banbury, nell'Oxfordshire.
Approfittando dell'assenza del conte di Pembroke, il conte di Warwick catturò Gaveston e, il 19 giugno 1312, lo giustiziò. Questo assassinio gettò il re nella disperazione per la perdita dell'amico e nella determinazione di vendicarsi, tuttavia il comitato, pur dissociandosi, non poteva permettere la vendetta del re. Alla fine del 1312 fu raggiunto un compromesso: rinunciando il re alla vendetta la nobiltà si impegnava ad appoggiare Edoardo II nell'imminente guerra contro gli scozzesi, e a non presentarsi armata in parlamento. Un partito di nobili contrario al re continuò comunque a esistere e in questo partito primeggiò proprio il cugino di Edoardo, Tommaso, che nel 1311 aveva ereditato alcuni feudi ed era diventato il nobile più ricco e potente del regno.

### Guerra contro la Scozia
Robert Bruce, sconfitto in battaglia a Methven nel giugno del 1306, aveva cominciato azioni di guerriglia contro le guarnigioni inglesi sparse per la Scozia; quindi, ottenuto un forte consenso nazionale, cominciò a occupare numerose città e castelli, giungendo a occupare Edimburgo nel 1310. Nel 1314 Edoardo decise di intervenire, mentre Bruce assediava il castello di Stirling, e radunò un grande esercito nel Northumberland. Ma molti nobili inglesi rifiutarono di partecipare e inviarono solo piccoli contingenti, privando Edoardo II di forze di cavalleria, ma soprattutto di preziosi consiglieri. Con un esercito comunque imponente avanzò verso Stirling lungo un'antica strada romana. Lo scontro avvenne a Bannockburn, e fu disastroso per l'esercito inglese, mettendo Edoardo II alla mercé dei nobili. La guerra si protrasse, senza altre battaglie campali, con alcune tregue, come quella biennale del 1319, sino a che l'indipendenza della Scozia fu riconosciuta anche da Edoardo II.

### Rapporti con il regno di Francia
Dopo la morte (1314) del re di Francia Filippo IV il Bello, Edoardo non aveva mai reso l'atto di omaggio, come avrebbe dovuto in quanto duca d'Aquitania, al suo successore, Luigi X. E alla morte di Luigi X, nel 1316, non rinnovò l'omaggio neppure al nuovo re, Filippo V (il figlio di Luigi, Giovanni I, aveva regnato solo per cinque giorni), che cominciò a dare ascolto alle lagnanze dei sudditi della Guienna e del Ponthieu; quest'ultimo venne occupato dalle truppe francesi verso il 1318, mentre per il mal governo della Guienna il parlamento di Parigi condannò Edoardo II a pagare una multa. Nel giugno del 1319 Edoardo rese omaggio per procura a Filippo e l'anno dopo si recò ad Amiens, dove rese omaggio di persona al sovrano francese; riuscì anche, durante un soggiorno di sei settimane, a ristabilire un buon rapporto con Filippo V che gli restituì il Ponthieu, garantendo la pace con la Francia.

### I Despenser
Ugo Despenser il Vecchio era stato un collaboratore di Edoardo I e aveva aumentato le fortune della famiglia; il figlio Ugo Despenser il Giovane aveva frequentato Edoardo II durante la giovinezza, quando Edoardo era principe di Galles: erano stati fatti cavalieri lo stesso giorno e Ugo era diventato feudatario con l'eredità della moglie, Eleonora de Clare. Ugo Despenser il Giovane divenne ciambellano reale nel 1318; come cortigiano manovrò per entrare nelle grazie di Re Edoardo II, rimpiazzando il precedente favorito, Ruggero d'Amory. Nel 1320 la sua tirannia era senza limiti. Ugo si accaparrò le terre gallesi ereditate dalla moglie ignorando le pretese dei suoi due fratellastri. Nel 1321 si era ormai guadagnato molti nemici in ogni strato della società, dalla regina Isabella ai baroni e alla gente comune.
Alla fine i baroni prevalsero su Edoardo e costrinsero Ugo e suo padre all'esilio nel 1321. Il padre fuggì a Bordeaux, e Ugo divenne un pirata nella Manica. La coppia fece ritorno l'anno seguente ed Edoardo restaurò rapidamente Ugo come favorito reale. Il periodo d'esilio non era servito a placarne l'ingordigia, l'impudenza o la crudeltà. Edoardo e i Despenser sconfissero i baroni loro avversari, che furono esiliati o giustiziati; Tommaso Plantageneto fu decapitato il 22 marzo, mentre Ruggero Mortimer, primo conte di March, era stato chiuso nella torre di Londra. I Dispenser rimasero al servizio di Edoardo II, legando la loro sorte a quella del re.

### Leggi ed economia sotto Edoardo II
A partire dalla fine del regno di Edoardo I nel parlamento, che, per un'ordinanza del 1311, si doveva riunire almeno una volta l'anno, i rappresentanti dei cavalieri, che inizialmente dovevano solo approvare sussidi, preparavano anche petizioni e, nel 1322, lo statuto di York stabilì che le leggi che riguardavano tutto lo Stato esigevano la loro partecipazione. Durante il regno di Edoardo II fu inoltre introdotta la distinzione tra il re e la Corona con conseguente controllo del parlamento sulla politica economica dello Scacchiere.
Nel 1303 Edoardo I aveva promulgato la Charta Mercatoria che fu osteggiata dai mercanti inglesi; durante il regno di Edoardo II il movimento xenofobo assunse dimensioni preoccupanti e colpì soprattutto i mercanti italiani, mentre i privilegi concessi dalla norma furono sfruttati soprattutto dai mercanti della Hansa, i quali da Edoardo, dietro pagamento, ottennero in discreto numero una lettera di naturalizzazione, che permetteva loro di continuare i propri traffici, utili all'espansione del mercato della lana inglese.
Durante il governo di Edoardo II il credito, dopo che suo padre Edoardo I aveva nel 1290 cacciato gli Ebrei, era ormai in mani straniere, in maggior parte italiane e soprattutto fiorentine. E quando i Frescobaldi si ritirarono dalla piazza inglese, subentrarono loro i Bardi e i Peruzzi.

### Conflitto con la Francia
Nel gennaio del 1322 a Filippo V succedette sul trono di Francia Carlo IV il Bello, che dopo avere atteso due anni l'omaggio di Edoardo lo convocò ad Amiens per il 1º luglio 1324, per riceverne l'omaggio. Edoardo cercò di guadagnare tempo lamentandosi per i soprusi francesi sulle sue terre aquitane e per le vessazioni subite dai sudditi francesi troppo devoti all'Inghilterra. Ma purtroppo per Edoardo, nel 1323, era scoppiato il caso di Saint-Sardos, dove funzionari francesi erano stati uccisi dal siniscalco di Guascogna, che si era poi rifugiato nel castello di Montpezat, che Carlo IV confiscò; poi il rappresentante francese che doveva prendere possesso del castello era stato arrestato. Quindi, non essendosi Edoardo presentato ad Amiens, Carlo IV sequestrò sia il Ponthieu sia la Guascogna.
Si arrivò allo scontro armato che vide la vittoria delle truppe francesi e anche il fratellastro di Edoardo, Edmondo Plantageneto, I conte di Kent, si dovette arrendere e concluse una tregua sino ad aprile del 1325. Intervenne il papa Giovanni XXII che consigliò alla regina Isabella di intercedere presso il fratello; Isabella si recò in Francia e ottenne una tregua sino a luglio e poi riuscì a convincere i due sovrani a un compromesso: Carlo prendeva possesso della Guascogna che poi avrebbe restituito a Edoardo dopo che quest'ultimo gli avesse reso omaggio. Edoardo mancò ancora una volta di onorare l'impegno e Carlo accettò che fosse suo figlio, Edoardo, il futuro Edoardo III a sostituirsi a lui. Ma Edoardo II alla fine si oppose e richiamò in patria la moglie Isabella e il figlio Edoardo.

### Ripresa della guerra e morte di Edoardo

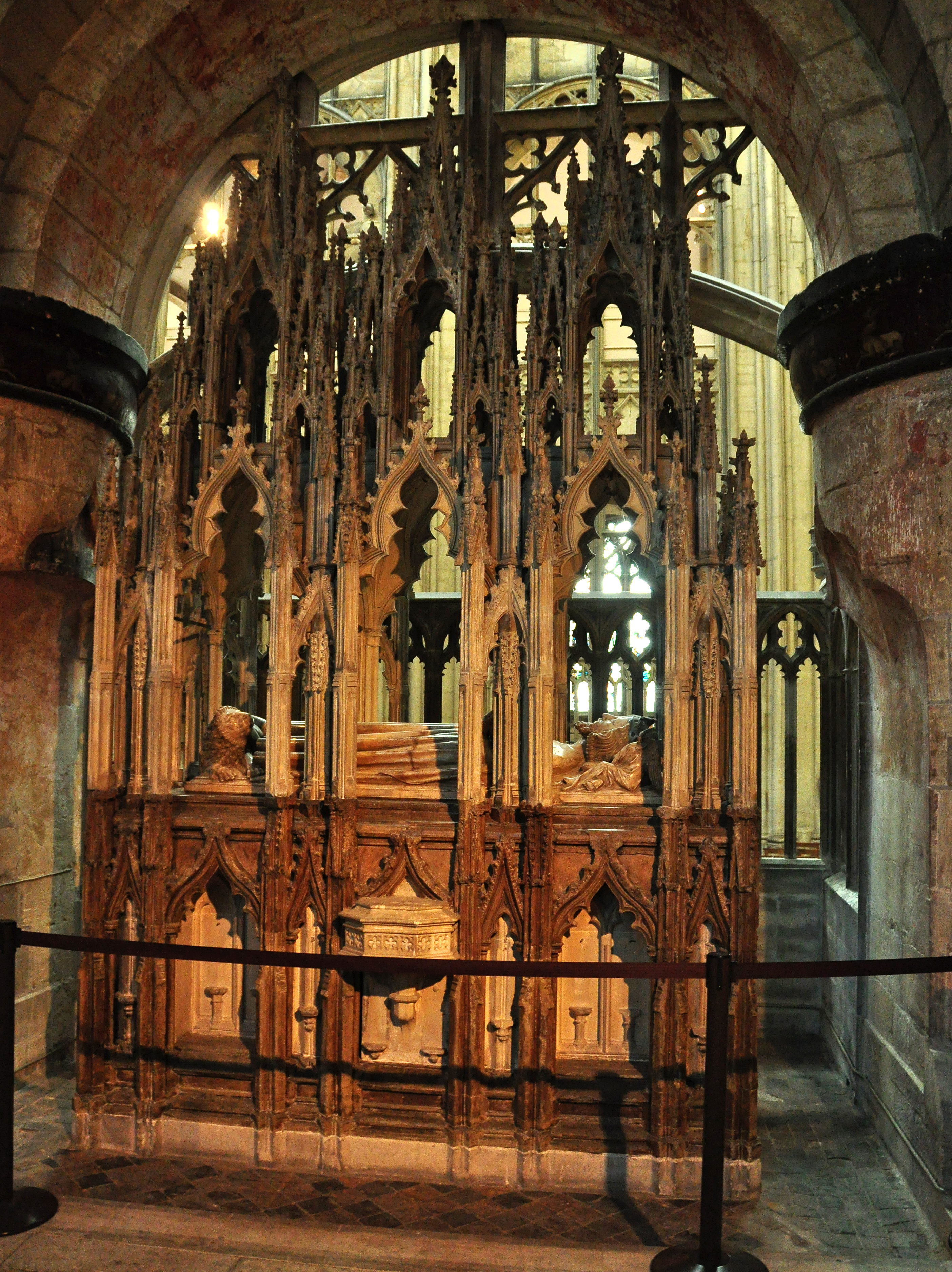
Mausoleo di Edoardo II nella cattedrale di Gloucester

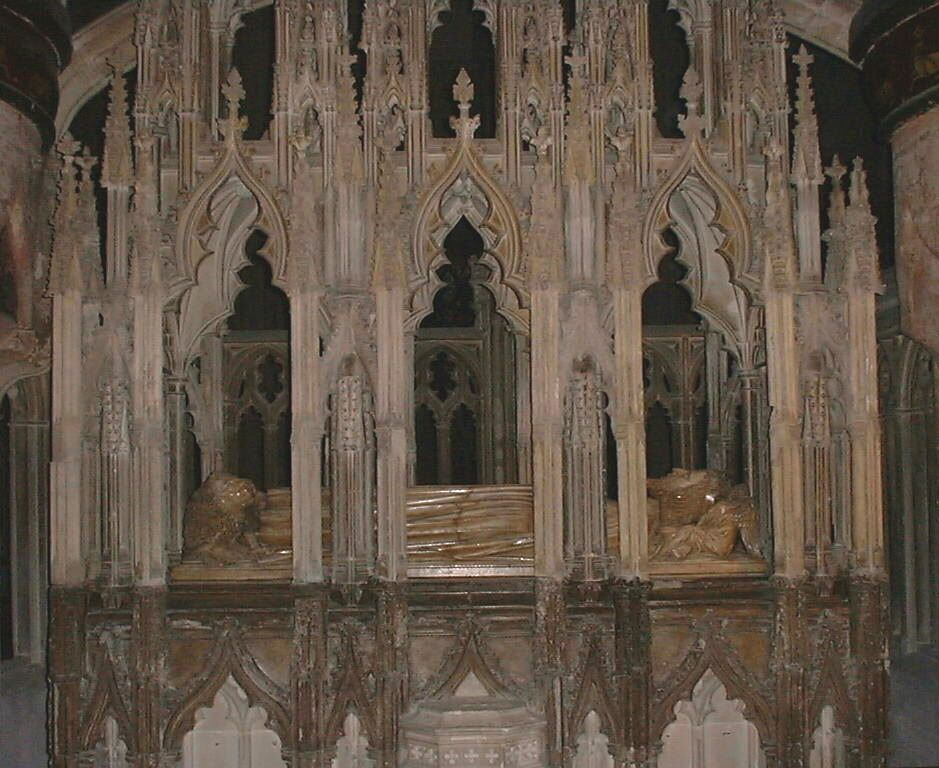
La tomba di Edoardo II a Gloucester

La Regina Isabella rifiutò di tornare in Inghilterra e rimase in Francia, dove strinse un legame con Ruggero Mortimer, che nel frattempo era fuggito dalla torre di Londra e si era rifugiato in Francia. Isabella fu allontanata dalla corte di Parigi e trovò ospitalità in Hainaut, dove fidanzò il figlio, Edoardo, che era rimasto con lei, con la figlia del conte, e, con la dote della fidanzata del figlio, armò un esercito e cominciò a progettare un'invasione dell'Inghilterra. Ugo Despenser il Giovane cercò di corrompere i cortigiani francesi per assassinare Isabella, ma il suo piano fallì; allora fece in modo di causare la morte dello zio di Mortimer, Roger Mortimer di Chirk, che era in sua custodia.
La vittoria del 1322 contro i suoi oppositori interni non fu sufficiente ad arginare la crisi politica e il discredito in cui il re era caduto per la perdita della Scozia e l'inimicizia con la moglie francese Isabella di Francia (figlia di Filippo IV il Bello), che si era rifugiata in Francia assieme al suo amante Ruggero Mortimer. Da qui essi fomentavano i baroni alla rivolta, e quando Mortimer e la Regina, nel corso del 1326, invasero l'Inghilterra, Ugo Despenser il Vecchio venne giustiziato, e il re Edoardo e Ugo Despenser il Giovane vennero catturati. Ugo venne condannato e impiccato nello stesso anno. Il parlamento si riunì a Westminster il 7 gennaio 1327, si pronunciò per la regina e il figlio, mentre al re vennero rivolte diverse accuse: tra cui l'offesa alla Chiesa, la perdita di Scozia, Irlanda e Guascogna per il malgoverno, ma soprattutto avere infranto il giuramento dell'incoronazione.
Il 21 gennaio il re, accettata la propria deposizione, fu imprigionato e sostituito dal figlio, Edoardo III che da poco aveva compiuto 14 anni; il governo fu esercitato da Mortimer e da sua madre, la regina Isabella, che decisero di porre fine alla guerra contro la Francia e il 31 marzo 1327 stipularono un nuovo trattato di Parigi, con il quale l'Inghilterra otteneva il Ponthieu e la Guascogna, molto ridotta, mentre la Francia si teneva Agen e il suo circondario, Bazas e i suoi dintorni e otteneva un risarcimento di 50.000 marchi d'argento.
Nel corso dell'anno Edoardo II riuscì a fuggire con l'aiuto dei suoi sostenitori, ma dopo poco fu nuovamente catturato e nel settembre morì nel castello di Berkeley, dove era stato rinchiuso. Secondo Isabella e Ruggero Mortimer di morte naturale, ma molto più probabilmente fu ucciso perché non fosse liberato una seconda volta dai suoi partigiani. Secondo alcune fonti, tra cui Christopher Marlowe nel dramma Edoardo II, sarebbe stato ucciso da alcuni sicari impalato con un ferro rovente.
Comunque il figlio Edoardo III fece condannare a morte Mortimer anche e soprattutto per avere assassinato suo padre, benché le modalità - se soffocato o impalato con un tizzone ardente - rimangono tuttora controverse.
Il suo corpo fu tumulato nell'abbazia di Saint Peter, a Gloucester.

## Ritratto di Edoardo

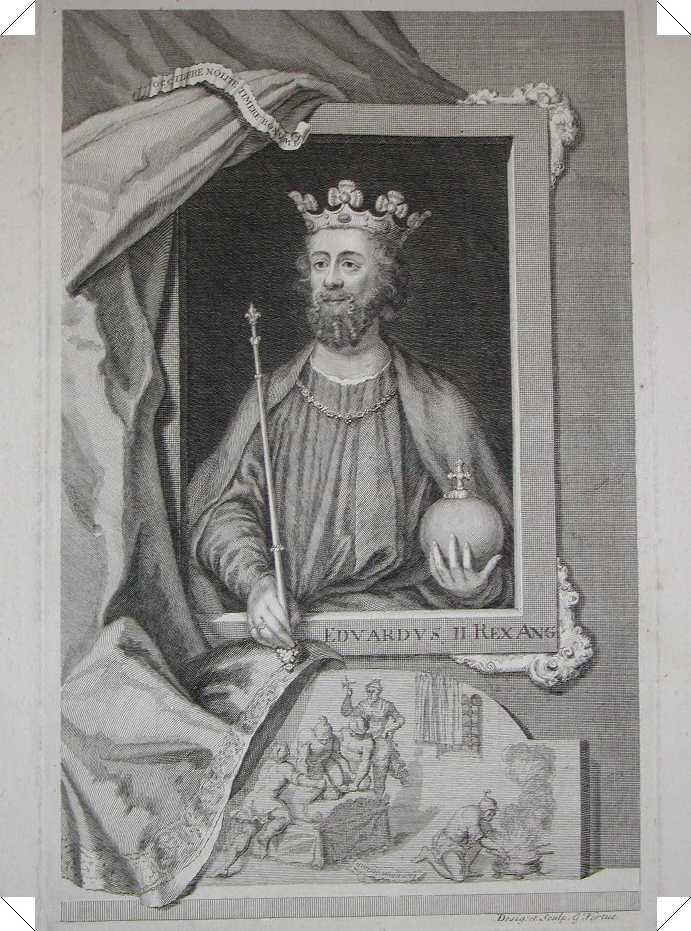
Dipinto di Edoardo II del XVII secolo. Sotto il ritratto è rappresentato l'assassinio di Edoardo II.

Edoardo II era di bell'aspetto, generoso e sincero. Di buon carattere (gli piacevano gli scherzi e i buffoni), amava le rappresentazioni di attori, lo sfarzo e il gioco d'azzardo. Non era molto istruito e non leggeva il latino; in compenso non disdegnava nuotare, imparare lavori pratici, come condurre un gregge, scavare canali, fare i tetti di paglia e lavorare nella fucina del fabbro.
Forse di carattere debole e certamente poco abile, soprattutto rispetto a suo padre e predecessore Edoardo I, lasciò di fatto il governo nelle mani dei suoi consiglieri favoriti, Pietro Gaveston e Ugo Despenser: l'ambizione e l'avidità di costoro, unitamente all'inadeguatezza politica del sovrano, avevano determinato il generale malcontento dei baroni e una crisi politica che sfociò in una serie di rivolte, e facilitò la riconquista dell'indipendenza da parte della Scozia.
Edoardo II è un personaggio di natura controversa, la cui fama è legata soprattutto alla sua presunta omosessualità; le stesse modalità della sua uccisione in carcere sembrano essere una sorta di castigo simbolico. In realtà, il debole principe ereditò, assieme al regno, una situazione politica tutt'altro che tranquilla, che solo le doti e la durezza del padre erano riuscite a mantenere sotto controllo.

## Matrimonio e discendenza
Edoardo II sposò, a Boulogne, il 25 gennaio 1308, Isabella di Francia, figlia del re di Francia, Filippo IV il Bello, e della regina di Navarra, Giovanna I. Dalla moglie Edoardo ebbe quattro figli:
- Edoardo III (1312-1377), re d'Inghilterra,
- Giovanni (25 agosto 1316 – 13 settembre 1336), conte di Cornovaglia
- Eleonora (1318-1355), contessa consorte di Gheldria
- Giovanna (1321-1362), regina consorte di Scozia

## Ascendenza
|                             |                    |                                    | Genitori                  |  |  | Nonni |  |  | Bisnonni               |  |  | Trisnonni               |  |
|                             |                    |                                    |                           |  |  |       |  |  | Giovanni d'Inghilterra |  |  | Enrico II d'Inghilterra |  |
|                             |                    |                                    |                           |  |  |       |  |  | Giovanni d'Inghilterra |  |  | Enrico II d'Inghilterra |  |
|                             |                    | Eleonora d'Aquitania               |                           |  |  |       |  |  | Giovanni d'Inghilterra |  |  |                         |  |
| Enrico III d'Inghilterra    |                    |                                    |                           |  |  |       |  |  | Giovanni d'Inghilterra |  |  |                         |  |
|                             |                    | Isabella d'Angoulême               | Ademaro III d'Angoulême   |  |  |       |  |  |                        |  |  |                         |  |
|                             |                    | Isabella d'Angoulême               | Ademaro III d'Angoulême   |  |  |       |  |  |                        |  |  |                         |  |
|                             |                    | Isabella d'Angoulême               | Alice di Courtenay        |  |  |       |  |  |                        |  |  |                         |  |
| Edoardo I d'Inghilterra     |                    | Isabella d'Angoulême               |                           |  |  |       |  |  |                        |  |  |                         |  |
|                             |                    | Raimondo Berengario IV di Provenza | Alfonso II di Provenza    |  |  |       |  |  |                        |  |  |                         |  |
|                             |                    | Raimondo Berengario IV di Provenza | Alfonso II di Provenza    |  |  |       |  |  |                        |  |  |                         |  |
|                             |                    | Raimondo Berengario IV di Provenza | Garsenda di Provenza      |  |  |       |  |  |                        |  |  |                         |  |
| Eleonora di Provenza        |                    | Raimondo Berengario IV di Provenza |                           |  |  |       |  |  |                        |  |  |                         |  |
|                             |                    | Beatrice di Savoia                 | Tommaso I di Savoia       |  |  |       |  |  |                        |  |  |                         |  |
|                             |                    | Beatrice di Savoia                 | Tommaso I di Savoia       |  |  |       |  |  |                        |  |  |                         |  |
|                             |                    | Beatrice di Savoia                 | Margherita di Ginevra     |  |  |       |  |  |                        |  |  |                         |  |
| Edoardo II d'Inghilterra    |                    | Beatrice di Savoia                 |                           |  |  |       |  |  |                        |  |  |                         |  |
|                             | Alfonso IX di León | Ferdinando II di León              |                           |  |  |       |  |  |                        |  |  |                         |  |
|                             | Alfonso IX di León | Ferdinando II di León              |                           |  |  |       |  |  |                        |  |  |                         |  |
|                             | Alfonso IX di León | Urraca del Portogallo              |                           |  |  |       |  |  |                        |  |  |                         |  |
| Ferdinando III di Castiglia | Alfonso IX di León |                                    |                           |  |  |       |  |  |                        |  |  |                         |  |
|                             |                    | Berenguela di Castiglia            | Alfonso VIII di Castiglia |  |  |       |  |  |                        |  |  |                         |  |
|                             |                    | Berenguela di Castiglia            | Alfonso VIII di Castiglia |  |  |       |  |  |                        |  |  |                         |  |
|                             |                    | Berenguela di Castiglia            | Eleonora d'Inghilterra    |  |  |       |  |  |                        |  |  |                         |  |
| Eleonora di Castiglia       |                    | Berenguela di Castiglia            |                           |  |  |       |  |  |                        |  |  |                         |  |
|                             |                    | Simone di Dammartin                | Alberico II di Dammartin  |  |  |       |  |  |                        |  |  |                         |  |
|                             |                    | Simone di Dammartin                | Alberico II di Dammartin  |  |  |       |  |  |                        |  |  |                         |  |
|                             |                    | Simone di Dammartin                | Matilde di Clermont       |  |  |       |  |  |                        |  |  |                         |  |
| Giovanna di Dammartin       |                    | Simone di Dammartin                |                           |  |  |       |  |  |                        |  |  |                         |  |
|                             |                    | Maria di Ponthieu                  | Guglielmo II di Ponthieu  |  |  |       |  |  |                        |  |  |                         |  |
|                             |                    | Maria di Ponthieu                  | Guglielmo II di Ponthieu  |  |  |       |  |  |                        |  |  |                         |  |
|                             |                    | Maria di Ponthieu                  | Adele di Francia          |  |  |       |  |  |                        |  |  |                         |  |
|                             |                    | Maria di Ponthieu                  |                           |  |  |       |  |  |                        |  |  |                         |  |

## Nella cultura di massa
- A Edoardo II è dedicato l'omonimo dramma di Christopher Marlowe, rappresentato nel 1592 e pubblicato due anni dopo. In particolare la morte del re è romanzata.
- Nel 1923 Bertolt Brecht pose mano al rifacimento dell'Edoardo Secondo di Christopher Marlowe, per il teatro Münchner Kammerspiele, di Monaco. Il dramma andò in scena nel marzo 1924 con il titolo Vita di Edoardo II d'Inghilterra.
- Il suo personaggio appare nel celebre Braveheart di Mel Gibson, dove viene descritto come un principe incapace ed effeminato che trascura la bella Isabella (Sophie Marceau)[9] per intrattenersi in balli e gare di tiro con l'arco con scudieri e paggetti. Simile è la sua figura nella miniserie televisiva La maledizione dei Templari.
- Più positivo il ritratto di Derek Jarman in Edoardo II, liberamente tratto dalla tragedia di Marlowe, nel quale il re è presentato come vittima dell'ostilità, fra quanti lo circondano, verso il suo amore per Pietro Gaveston.
- Il mistero della sua morte fa da sfondo al romanzo di Ken Follett, Mondo senza fine: una lettera scritta dal re quando cominciò a temere per la propria incolumità, e indirizzata al figlio Edoardo III, rimane sepolta in un bosco e viene dissotterrata solo alla fine del racconto.
- Lo scrittore australiano Ivan Fowler nel romanzo Auramala (Il re è vivo) lo immagina fuggito in Oltrepò Pavese.
- L'opera lirica del compositore inglese contemporaneo, George Benjamin, Lessons in Love and Violence, presentata per la prima volta a Londra alla Royal Opera House il 10 maggio 2018[10], si ispira al rapporto fra Edoardo II e Gaveston. Il testo di Martin Crimp presenta le mille sfaccettature delle personalità del sovrano, del suo amante, della moglie Isabella e di Mortimer - che da consigliere del re diventa suo persecutore.
- Il suo personaggio, interpretato da Billy Howle, appare nel 2018 nel film prodotto da Netflix Outlaw King - Il re fuorilegge (Outlaw King) diretto da David Mackenzie. Il film è incentrato sulla figura storica di Roberto I di Scozia, interpretato da Chris Pine.